# Дудкино
Ду́дкино (рос. Дудкино) — присілок у складі Бабушкінського району Вологодської області, Росія. Входить до складу Підболотного сільського поселення.

## Населення
Населення — 92 особи (2010; 120 у 2002).
Національний склад (станом на 2002 рік):
- росіяни — 99 %